# Eixo Monumental

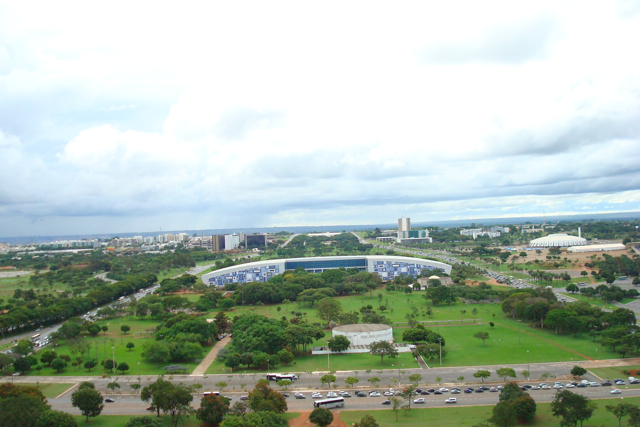
Eixo Monumental (Blick nach Westen)

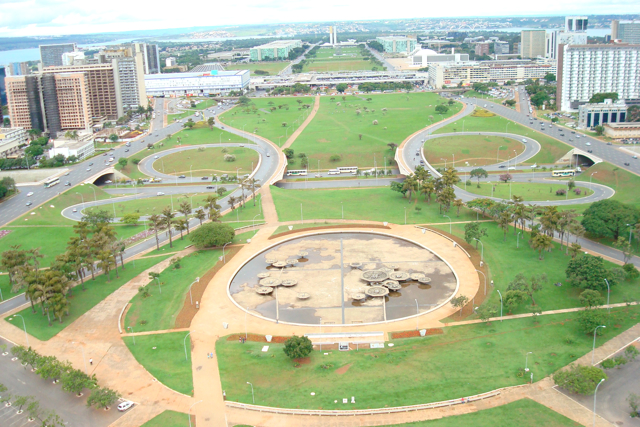
Eixo Monumental (Blick nach Osten)

Die Eixo Monumental (deutsch Monumentalachse) ist die zentrale Ost-West-Achse der Hauptstadt Brasiliens, Brasília, und ist 8 km lang und maximal 250 Meter breit.

## Geschichte
Die Eixo Monumental war Teil des stadtplanerischen Gesamtkonzepts bei der Planung der brasilianischen Hauptstadt Brasilia. Beim Bau der Hauptstadt wurde in großen Dimensionen gedacht, und dementsprechend wurden auch große Straßen konzipiert. Ein wesentliches Element des Plano piloto (Leitplan) des Stadtplaners Lúcio Costa war die Anlage zentraler Achsen, die die Stadt in vier Viertel teilen sollten. Bei der Betrachtung des Stadtbildes von oben oder auf einem Stadtplan ist bei Brasilia die symbolische Form eines Kreuzes oder Flugzeugs erkennbar. Die Eixo Monumental bildet dabei den Rumpf des Flugzeugs als Ost-West-Achse, wichtigste Nord-Süd-Achse bildet (als Flügel des Flugzeugs) die Eixo Rodoviário.
Die am 21. April 1960 dem Verkehr übergebene Eixo Monumental besitzt 12 Fahrbahnen und ist mit einer Breite von 250 Metern die breiteste Straße der Welt. Sie löste damit die Avenida Presidente Vargas (Rio de Janeiro) ab, die mit 80 Metern Breite bei ihrer Einweihung am 7. September 1944 die breiteste Straße Brasiliens war.

## Lage und Bedeutung

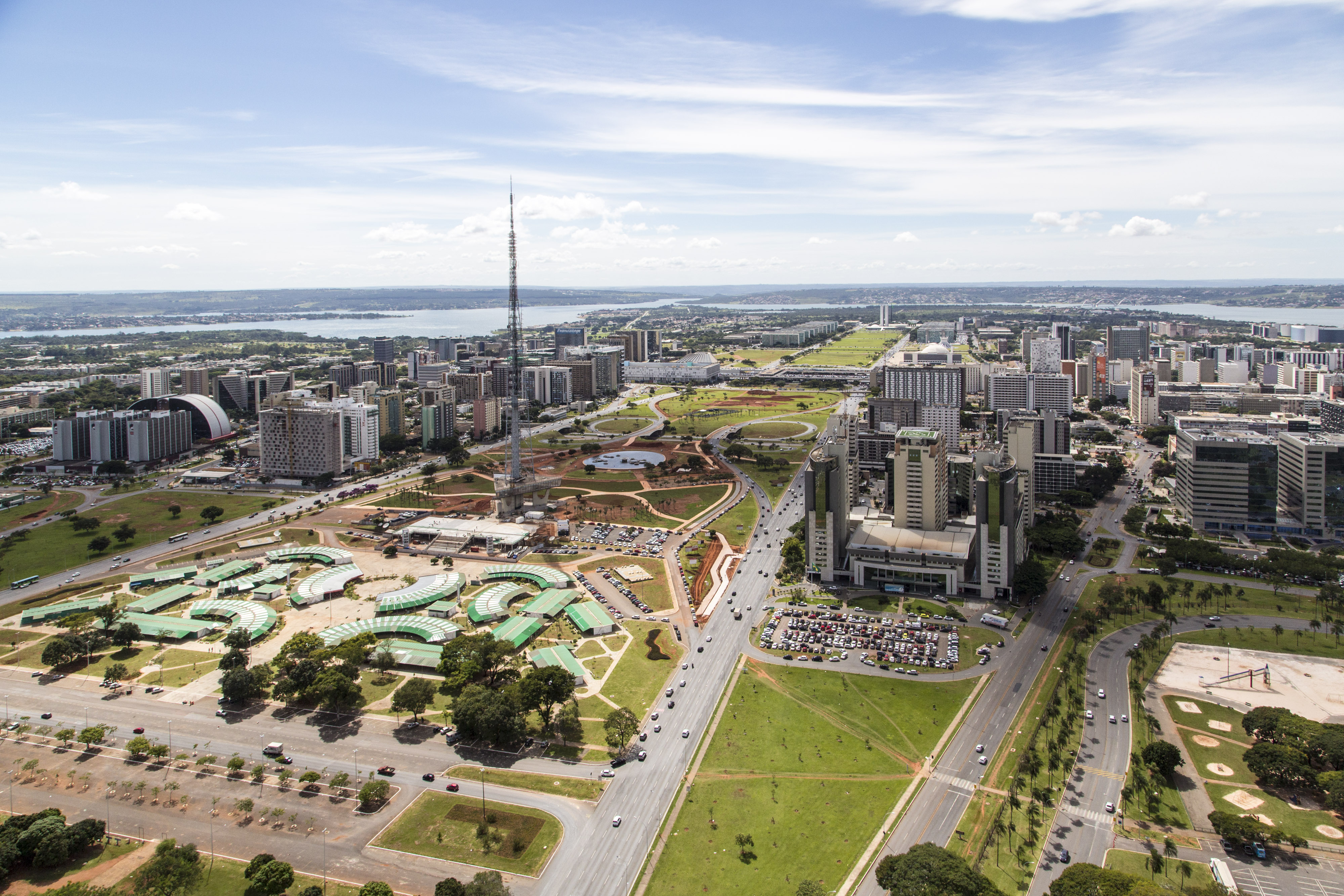
Brasilia – Eixo Monumental (März 2014)

Während die Eixo Rodoviário hauptsächlich durch Wohngebiete verläuft, berührt die Eixo Monumental, die durch die von einem breiten Grünstreifen getrennten Via Norte Um und Via Sul Um gebildet wird, zahlreiche repräsentative Bauten.
Der östliche Endpunkt der Eixo Monumental ist die Praça dos Três Poderes; etwa 8 Kilometer westlich endet sie am Bahnhof von Brasilia. Dabei passiert sie folgende Gebäude beziehungsweise Gebäudekomplexe:
- Panteão da Pátria e da Liberdade Tancredo Neves
- Palácio do Planalto
- Supremo Tribunal Federal
- Congresso Nacional
- Palácio do Itamaraty
- Palácio da Justiça
- Esplanada dos Ministérios
- Catedral Metropolitana
- Complexo Cultural da República
- Torre de Televisão
- Memorial JK

## Adressen und Sektoren
Die Eixo Monumental ist Ausgangspunkt der Bildung der Adressen in der gesamten Stadt, da sie diese in Asa Norte (nördlicher Flügel) und Asa Sul (südlicher Flügel) teilt. Die Adressen in Brasília erlauben eine Berechnung der Lage des adressierten Gebäudes relativ zu seiner Lage zur Eixo Monumental (SQS 708 H 44 – das Gebäude 44 im Block H befindet sich 4 Superblocks westlich der Eixo Rodoviário und 8 Superblocks südlich der Eixo Monumental).
Ebenso werden alle als Sektoren bezeichneten Gebiete mit einer besonderen Bestimmung  durch sie in einen nördlichen und einen südlichen Bereich geteilt, wie der SBN (Setor Bancário Norte) zwischen Eixo Rodoviário und Via Leste 1 Norte und SBS (Setor Bancário Sul) zwischen Eixo Rodoviário und Via Leste 1 Sul.